# Eusebi de Vercelli
Eusebi de Vercelli (Eusebius Vercellensis) va ser un religiós que va viure al segle iv, bisbe de Vercelli i campió de l'ortodòxia. És venerat com a sant per diverses confessions cristianes.

## Biografia
Va néixer a Sardenya i va viure a la seva joventut a Roma com lector eclesiàstic. El 340 el papa Juli I el va ordenar bisbe de Vercelli on va obtenir l'estimació dels feligresos. El 354, en companyia de Lucífer de Caller, i el diaca Hilari, va ser enviat en ambaixada a Constanci II que havia sancionat la persecució d'Atanasi; com a conseqüència a l'any següent es va convocar el concili de Milà, on Eusebi va defensar la causa ortodoxa contra l'emperador arrià i per aquest motiu va ser desterrat a Escitòpolis, una ciutat de la Decàpolis de Síria i més tard Capadòcia i finalment a la Tebaida a Egipte, on va viure fins a l'edicte de llibertat religiosa de Julià l'Apòstata de l'any 362.
Va anar a Alexandria, on va ser present al concili del 362. Després va anar a Antioquia on es va oposar sense èxit a l'elecció del bisbe Paulí. Finalment va retornar a la seva diòcesi on va morir segons Jeroni d'Estridó l'any 370. La Llegenda àuria explica que va ser mort per un grup d'arrians, tot i que no n'hi ha constància històrica.

## Obres
Es conserven tres cartes escrites per Eusebi de Vercelli:
- 1. Ad Constantium Augustum.
- 2. Ad presbyteros et plebes Italiae. Una obra escrita durant el seu exili, acompanyada d'un Libellus facti, una protesta contra la conducta del bisbe Patròfil que el va tenir presoner durant la seva estància a Escitòpolis.
- 3. Ad Gregorium Episc. Hisp..[1]

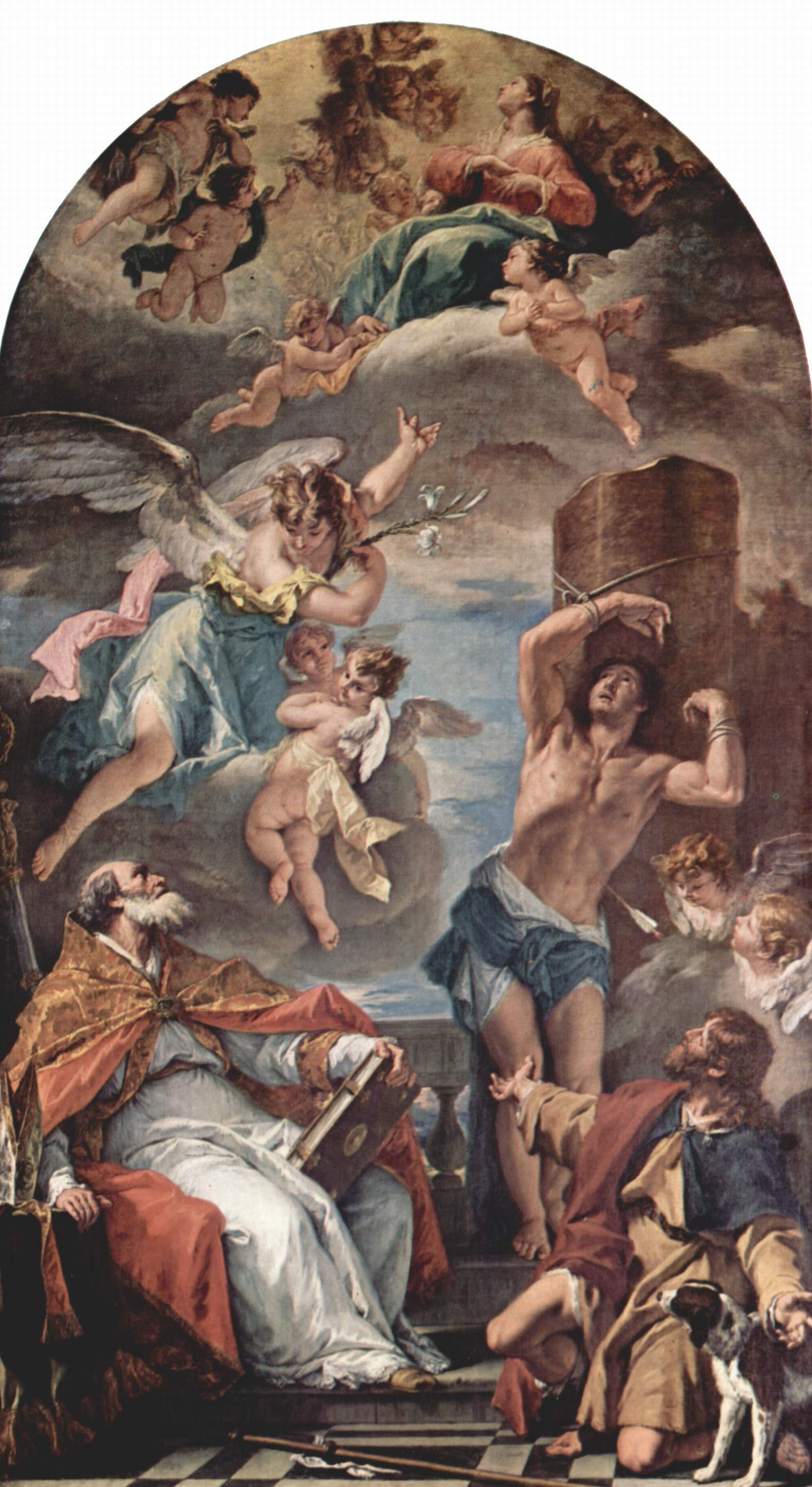
La Mare de Déu amb l'arcàngel Gabriel i Sant Eusebi de Vercelli, Sant Sebastià i Sant Roc, per Sebastiano Ricci; Sant Eusebi hi és assegut
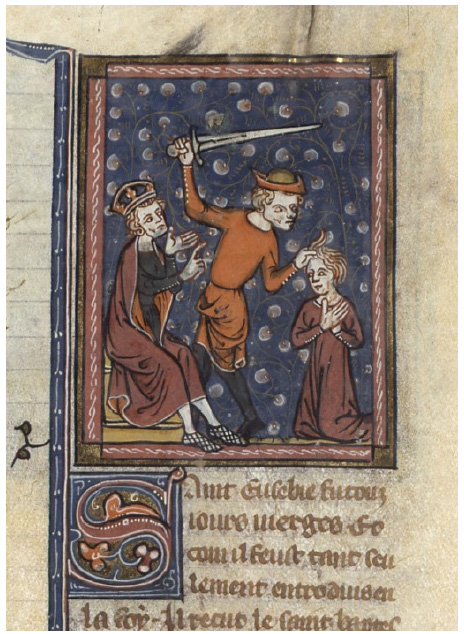
Martiri del sant, miniatura del segle xiv, per Richard de Montbaston (París, Bibliothèque nationale, Français 185)
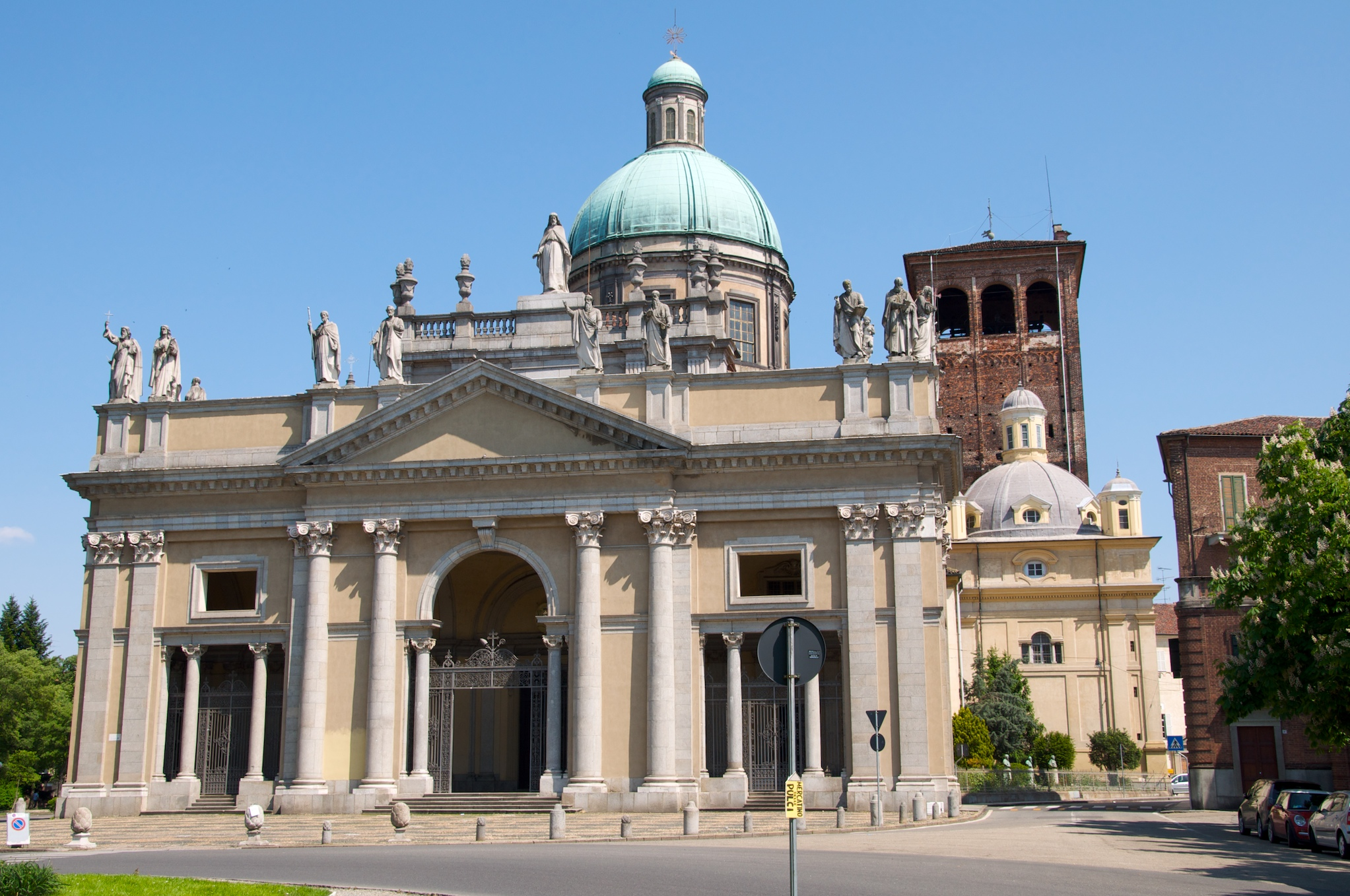
Catedral de Vercelli, on va ser bisbe i és enterrat Eusebi
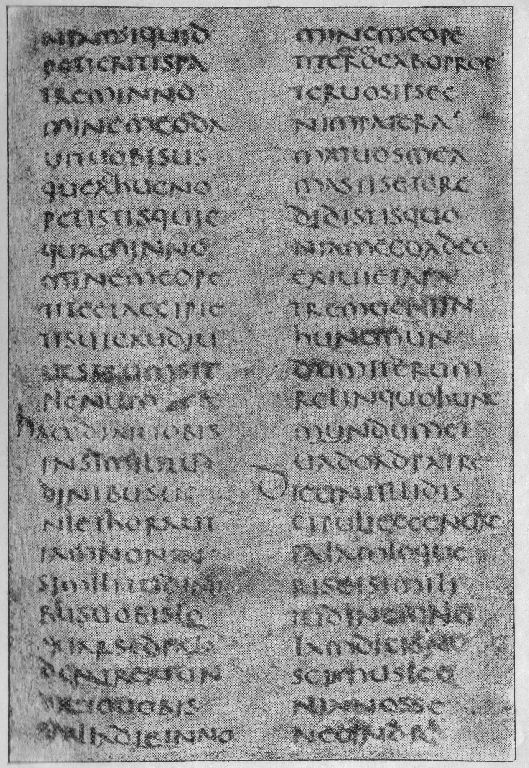
Fragment del Codex Vercellensis, escrit per Eusebi, amb part de l'Evangeli segons Joan